# BMW M
BMW M GmbH, cunoscută anterior drept BMW Motorsport GmbH, este o divizie de înaltă performanță a BMW AG care produce mașini performante.
BMW M („M” pentru „motorsport”) a fost inițial creat pentru a facilita programul BMW de curse, care a avut un mare succes în anii ’60 -’70. Odată cu trecerea timpului, BMW M a început să completeze portofoliul de autoturisme BMW cu modele specializate de înaltă modificare, pentru care acum sunt cunoscute de publicul larg. Aceste mașini cu ecartă M includ, în mod tradițional, motoare modificate, transmisii, suspensii, borduri interioare, aerodinamică și modificări exterioare pentru a le separa de omologii lor. Toate modelele M sunt testate și reglate la instalația privată BMW din circuitul de curse Nürburgring din Germania. BMW M rămâne, de asemenea, singura companie bazată pe performanță care furnizează motociclete în același timp, în special BMW S1000RR.

## Legături externe
- BMW M: Home of high performance cars
- BMW Motorsport (competition) website